# La Reina

Położenie gminy na przeglądowym planie Santiago

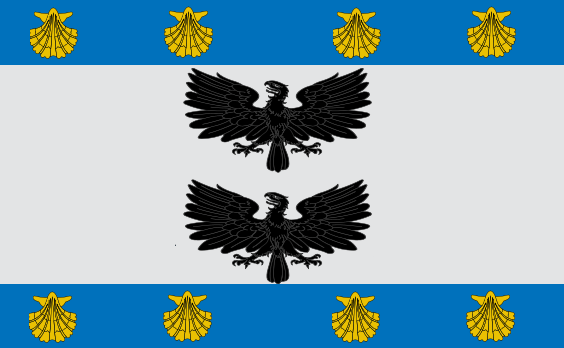
Flaga gminy

La Reina – gmina (jednostka podziału terytorialnego) stolicy Chile – Santiago, położona we wschodniej dzielnicy miasta. Od północy i wschodu graniczy z gminą Las Condes, od południa z Peñalolén, od zachodu z Providencia i z Ñuñoa.
La Reina znana jest jako gmina-park z powodu gęstego zadrzewienia i bardzo niski wskaźnik gęstości zaludnienia. Ponadto w gminie, zgodnie z jej planem zagospodarowania, dominuje niska zabudowa, co nadaje jej charakter raczej czysto mieszkalnej części miasta.
Ludność La Reiny buduje przede wszystkim średnia, średnio zamożna i zamożna część społeczeństwa. Burmistrzem jest Luis Montt Dubournais, były członek partii Odrodzenie Narodowe (RN).